# Шафер, Рэймонд Мюррей
Рэ́ймонд Мю́ррей Шафер (англ. Raymond Murray Schafer; 18 июля 1933, Сарния, Канада — 14 августа 2021) — канадский композитор, писатель, педагог и защитник окружающей среды второй половины XX века. Композитор года в Канаде (1976), компаньон ордена Канады (2013), лауреат многочисленных канадских и американских премий в области музыки.

## Биография
В детстве Мюррей Шафер мечтал стать художником, но в 1952 году поступил в Королевскую музыкальную консерваторию и Торонтский университет, где его учителями были Альберто Герреро (фортепиано), Грета Краус (клавесин), Джон Вейнцвейг (композиция) и Арнольд Вальтер (музыковедение). Наибольшее влияние на его развитие оказал, однако, Маршалл Маклюэн. В 1955 году Шафер, разочарованный университетской атмосферой, прерывает формальное обучение и начинает заниматься самостоятельно, делая упор на изучении языков, литературы и философии.
В 1956 году Шафер уезжает из Канады в Австрию, чтобы учиться музыке в Венской академии, но вместо этого углубляется в изучение средневековых германских языков. Через два года он отправляется из Вены в Лондон, где некоторое время неформально занимается с композитором Питером Фрикером. В это время он зарабатывает себе на жизнь и учёбу журналистикой и подготавливает к изданию сборник интервью с британскими композиторами. В 1960 году он впервые женится (на канадской меццо-сопрано Филлис Мейлинг), а в 1961 году осуществляет постановку оперы по либретто Эзры Паунда «Завещание», которую транслировала Би-би-си.
В том же 1961 году Шафер вернулся в Торонто. Некоторое время он занимался административной работой концертного импресарио, а с 1963 года преподавал в Мемориальном университете (Ньюфаундленд). В 1965 году он перешёл на должность постоянного преподавателя в Университет Саймона Фрейзера (Британская Колумбия), где проработал вплоть до 1975 года.
Во время пребывания в Университете Саймона Фрейзера Шафер, получивший гранты от ЮНЕСКО и канадского Фонда Доннера, основывает проект World Soundscape, посвящённый исследованию взаимоотношений человека и звуковой среды. В 1975 году он оставляет университет и переезжает на ферму в Онтарио, но продолжает сотрудничество с созданным им проектом. В том же году он женится вторично, теперь на Джин Эллиотт (позже он развёлся с ней). В 1986 году Шафер вновь переезжает, на сей раз в Санкт-Галлен (Швейцария), потом возвращается в Торонто и наконец снова приобретает ферму близ Петерборо (Онтарио).

## Творчество
Ранние работы Шафера носят следы влияния его учителя Джона Вейнцвейга. Полностью самобытные произведения он начинает писать в начале 1960-х годов. В них он вплетает древние и современные мифологические мотивы, философские и литературные элементы. В его работах разными образными средствами раскрываются темы одиночества и неврозов городского жителя двадцатого века. Среди произведений 60-х годов можно выделить «Канцоны для заключенных» (пятиактное оркестровое произведение) и «Реквиемы по любительнице вечеринок» для меццо-сопрано, получившие в 1968 году премию Фонда Фромма.
В конце 1960-х и 1970-х годы в творчестве Шафера усиливаются мистические мотивы. Он проявляет интерес к восточной мысли, религии и поэзии. Среди его произведений этого времени музыка к средневековым арабским любовным стихам, творчеству Рабиндраната Тагора и буддистским текстам. Он также пишет в этот период музыку к произведениям Гесиода, Гомера, Мелвилла и Паунда, объединённую в цикл Okeanos. С середины 60-х по середину 80-х годов он создаёт цикл Patria из 12 пьес для музыкального театра, многие из которых являются новаторскими по форме, вовлекая в представление традиционно пассивный зрительный зал.
В 1980-е и 1990-е годы Шафер создаёт концерты для флейты, арфы и гитары, три струнных концерта и ряд камерных произведений, в большинстве которых (в частности, в цикле струнных квартетов) использованы элементы других видов искусства.
Среди литературных работ Шафера выделяются монографии «Э. Т. А. Гофман и музыка» (первая научная работа, посвящённая этой теме) и «Эзра Паунд и музыка». Его перу принадлежат новеллы «Dicamus et Labyrinthos» и «Ариадна», как и его музыкальные произведения, представляющие собой жанровый синтез: среди выразительных средств в этих новеллах использованы каллиграфия и иллюстрации, нарисованные самим Шафером.
Отдельно следует отметить педагогическое творчество Шафера. Его перу принадлежат такие публикации, как «Композитор в классной комнате», «Прочистить уши», «Новый звуковой ландшафт» (англ. The New Soundscape), «Когда слова поют», «Носорог в классе», «Обучение звуку: сто упражнений для слуха и извлечения звуков», а также музыкальные произведения для молодых исполнителей, характеризующиеся необычайно широким звуковым диапазоном и разнообразием исполнительской техники.
Как «отец акустической экологии», Шафер опубликовал брошюры, призывающие к принятию законов против шума. В 1977 году в рамках проекта World Soundscape вышла его работа «Настройка мира» (англ. The Tuning of the World). Его исследовательская работа в рамках проекта нашла отражение и в его музыке: в одном из произведений он использует интервалы океанского прибоя, а в другом графическую запись уличного шума в Ванкувере. После переезда на ферму он создаёт серию «произведений естественной среды», первое из которых, «Музыка для озера в глуши», предназначено для исполнения 12 тромбонами на берегу небольшого озера в сельской местности (запись этого произведения была сделана в 1979 году CBC возле фермы самого Шафера). Ещё одним выразительным средством в работах Шафера стала нетрадиционная расстановка участников, как это сделано в драматическом шествии «Апокалипсис», рассчитанном на 500 исполнителей, и в «Гласе природы» (1997).

## Признание
- Композитор года по версии Канадского совета по музыке (1976)
- Четыре премии «Джуно» (1980, 1991, 1993, 2004)
- Медаль Канадского совета по музыке (1972)
- Гугенгеймовская стипендия (1974)
- Премия Жюля Леже в области современной камерной музыки (1977)
- Премия Гленна Гульда (1987)
- Премия Молсона (1993)
- Композиторская премия имени Луиса Эпплбаума (1999)
- Премия генерал-губернатора в области исполнительского искусства
- Почётный член Общества американской музыки (2010)
- Компаньон ордена Канады (2013)[2]

Почётные академические степени:
- Карлтонского университета (1980)
- Трентского университета (1989)
- Университета Саймона Фрейзера (1997)
- Торонтского университета (2003)
- Королевской музыкальной консерватории (2008)
- Университета Конкордия (2010)